# ويسثوس
ويسثوس (بالفرنسية: Westhouse)‏ هي بلدية تقع في إقليم الراين الأسفل من منطقة ألزاس في شمال شرق فرنسا. تبلغ مساحة هذه المدينة 11.94 (كم²)، يبلغ عدد سكانها 1392 نسمة حسب إحصاء المعهد الوطني للإحصاء والدراسات الاقتصادية سنة 2009 م. وترأس Claude Wissenmeyer البلدية خلال فترة (2008 - 2014).

## وصلات خارجية
- صفحة البلدية على موقع المعهد الوطني للإحصاء والدراسات الاقتصادية (بالفرنسية)